# Benedict Calvert, 4. Baron Baltimore

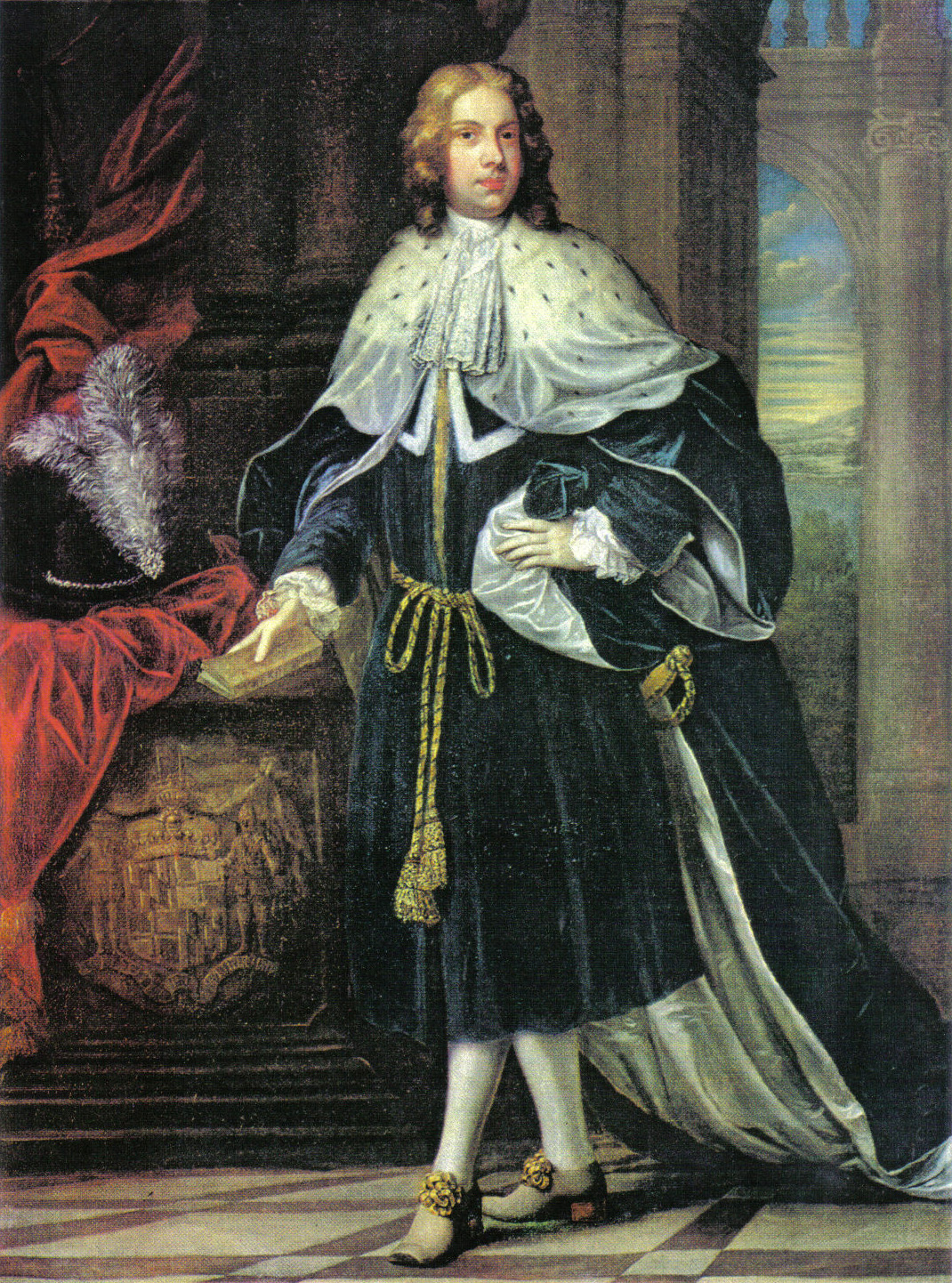
Porträt des Benedict Leonard Calvert, 4. Baron Baltimore

Benedict Leonard Calvert, 4. Baron Baltimore (* 21. März 1679 in Woodcote Park bei Epsom in Surrey; † 16. April 1715 in England) war ein britischer Adliger und Politiker.

## Leben
Benedict Leonard Calvert war der zweitgeborene Sohn von Charles Calvert, 3. Baron Baltimore, Lord Proprietor der Kolonie Maryland, und dessen zweiter Ehefrau Jane Lowe.
Aus dem Recht seines Vaters war er 1684 und 1688 nominal Gouverneur der Kolonie Maryland. Da er aber aufgrund seiner Jugend (geboren 1679) dieses Amt praktisch nicht ausüben konnte, handelte es sich bei dieser Ernennung um eine reine Titulatur. Da sie Katholiken waren, verloren er und sein Vater im Rahmen der Glorious Revolution 1689 ihre Ansprüche auf Maryland, flohen ins Exil nach Frankreich und erhielten erst 1698 die Erlaubnis zur Rückkehr nach England.
Am 2. Januar 1699 heiratete er Lady Charlotte Lee, Tochter des Edward Lee, 1. Earl of Lichfield. Deren Mutter Lady Charlotte Fitzroy war eine illegitime Tochter König Karls II. Mit ihr hatte er sechs Kinder. 1705 verkaufte er das aus dem Vermögen seiner Gattin stammende Anwesen Woodstock Park bei Woodstock in Oxfordshire an die Krone, das kurz darauf dem Duke of Marlborough geschenkt und zu Blenheim Palace ausgebaut wurde.
1714 wurde als Abgeordneter der Torys für das Borough Harwich in Essex ins britische House of Commons gewählt. Beim Tod seines Vaters erbte er am 21. Februar 1715 dessen irischen Adelstitel Baron Baltimore. Er überlebte seinen Vater jedoch nur um zwei Monate. Er wurde auf seinem Anwesen Woodcote Park begraben. Um seine Rechte an Maryland zurückzuerhalten, war er 1713 zur Church of England konvertiert – sein Tod kam einer Entscheidung der Krone zuvor. Ihm folgte sein Sohn Charles (1699–1751) als 5. Baron Baltimore, der schließlich auch Maryland zurückerhielt.